# Személyvonat

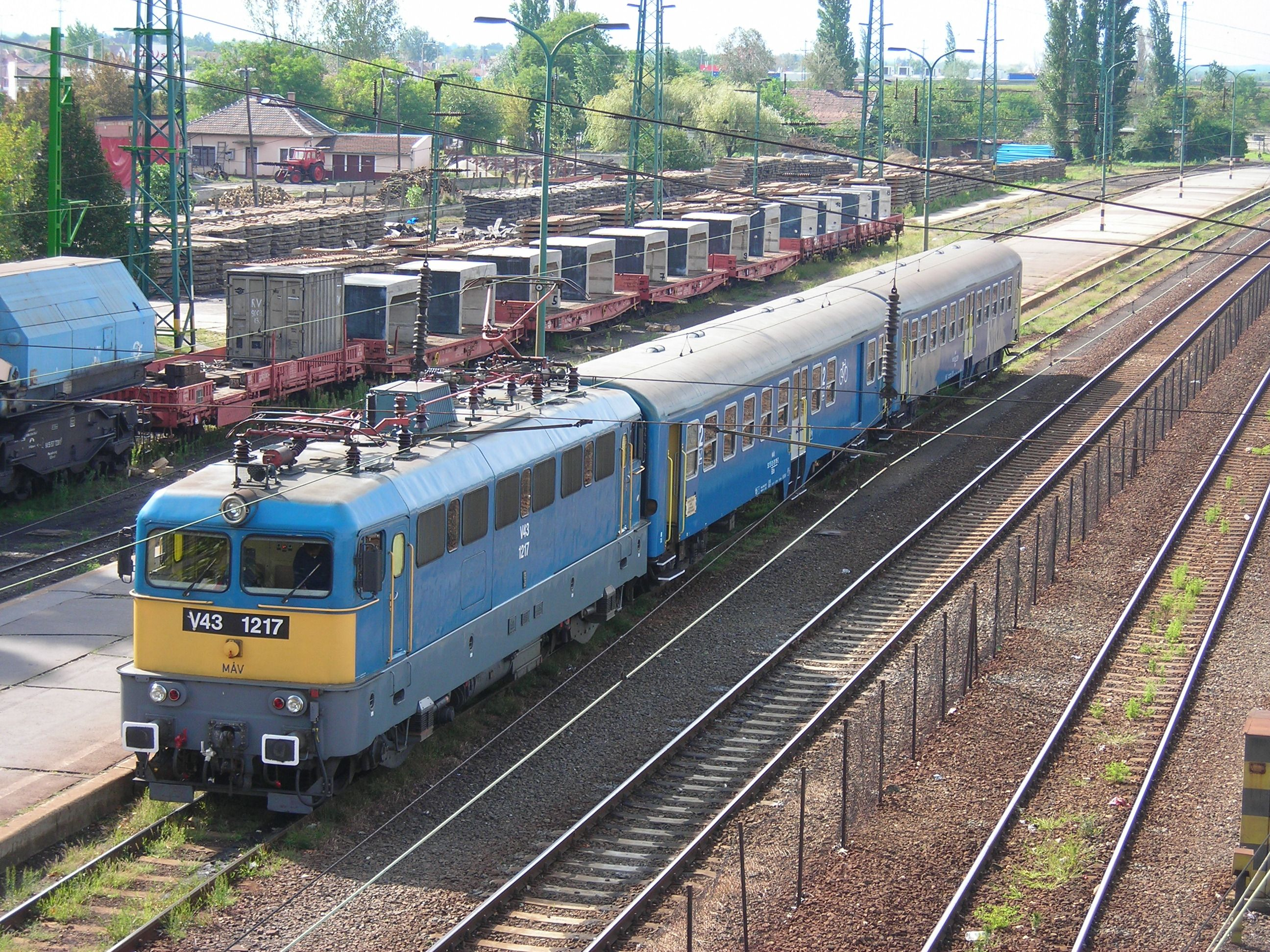
Személyvonat indulásra várva még a felújítás előtti Cegléd vasútállomáson. Ma már ezek a régi személykocsik egyre ritkábban fordulnak elő személyvonatban

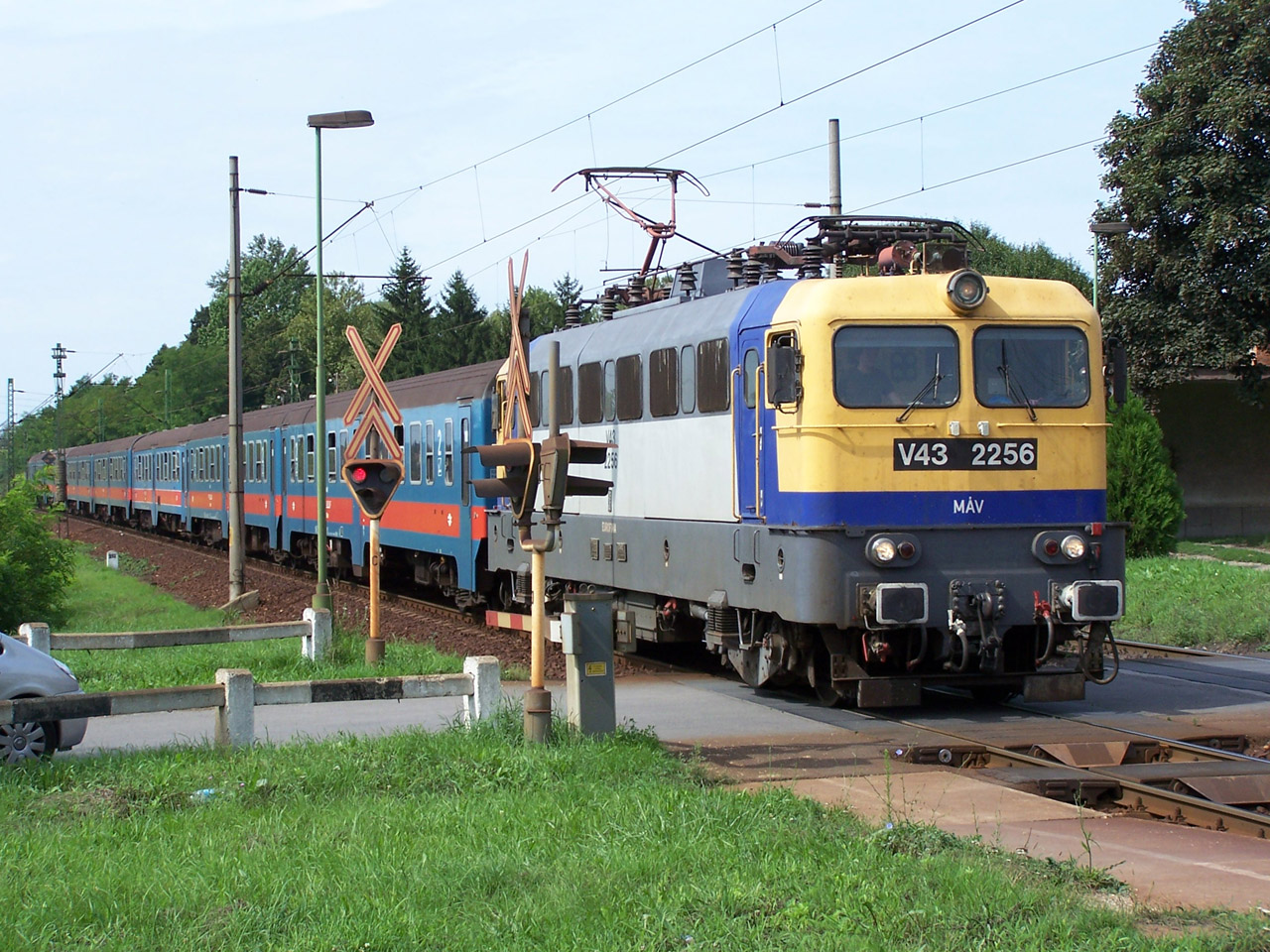
Személyvonat Pusztaszentistván megállóhelyen felújított Bhv kocsikkal

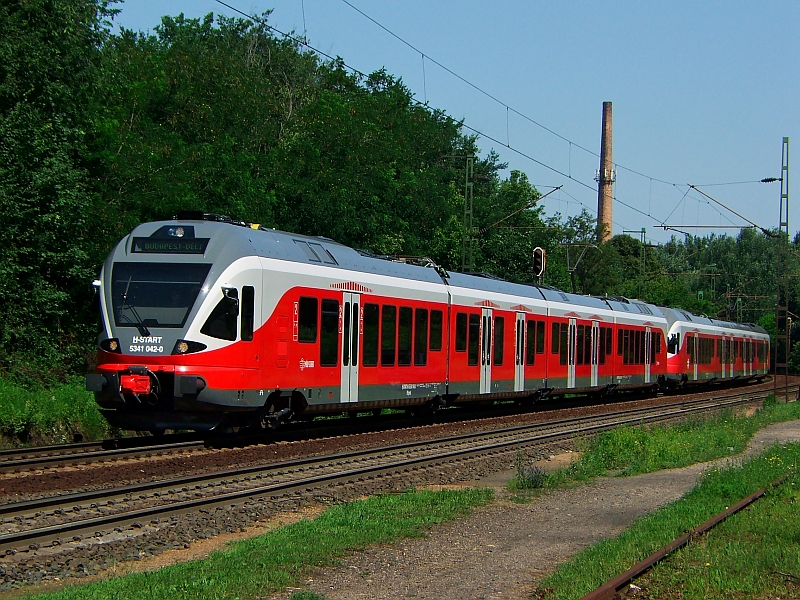
Egy Stadler FLIRT motorvonat személyvonatként Tatán. A 123 szerelvény egyre inkább meghatározó szereplő a személyvonati közlekedésben

Ez a szócikk a magyarországi személyvonatokról szól!
A személyvonat olyan helyközi vonattípus, amely az általa érintett vasútvonalakon általában minden állomáson és megállóhelyen megáll. Léteznek azonban – főleg Budapest vonzáskörzetében – olyan speciális járatok is (zónázó vonat vagy gyorsított személyvonat), melyek bizonyos szakaszokon egyáltalán nem állnak meg. Néhány kivételtől eltekintve csak 2. osztályú nemdohányzó kocsikkal közlekednek, a menetrendben a személyvonatokat fekete, vékonyan szedett betűkkel ábrázolják.

## Történet
A személyvonatok a XX. század első felében 2., illetve 3. osztályú kocsikkal közlekedtek és menetidejüket tekintve lényegesen lassabbak voltak a gyorsvonatoknál. A század második felében, különösen a gőzmozdonyok visszavonulása után, ez a különbség már nem volt annyira jelentős. Az 1990-es évek elején az InterCity vonatok megjelenésekor megszüntették a gyorsvonati pótdíjat, ezzel a távolsági személyvonatok jelentősége megszűnt. Nagy részük átkerült a sebesvonat kategóriába, amely minőségében is teljesen megegyezett a korábbi távolsági személyvonattal.